# Thomas F. Quinlan
Thomas F. Quinlan SSCME (* 13. September 1896 in Borrisoleigh, Irland; † 31. Dezember 1970) war ein irischer Bischof, welcher dem Bistum Chunchon in Korea von 1940 bis 1966 vorstand.

## Leben

Wappen des Bischofs
Thomas F. Quinlan

Thomas Quinlan studierte vier Jahre am St. Patrick’s College, Thurles, und schloss sich dann der Missionsgesellschaft von St. Columban an. Am 2. Februar 1920 empfing er mit drei anderen die Priesterweihe und wurde in die Provinz Han-yang in China versetzt. Während seiner Zeit in China waren Missionare von Gewalt und Entführungen bedroht. Nach seiner Rückkehr nach Irland wurde er nach Korea geschickt. Dort erlebte er auch den Zweiten Weltkrieg. Am 8. Dezember 1940 wurde er zum Präfekten von Shunsen ernannt. Hiervon trat er am 9. Februar 1942 zurück.
Er wurde zusammen mit Bischof Patrick James Byrne MM, welcher starb und in Quinlan begraben wurde, von den Kommunisten festgehalten. Am 12. November 1948 wurde er wieder zum Präfekten von Chunchon ernannt. Am 20. September 1955 wurde er zum Titularbischof von Fornos Maior und zum Apostolischen Vikar von Chunchon ernannt. Am 23. November 1955 spendete ihm Maximilien de Fürstenberg die Bischofsweihe; Mitkonsekratoren waren Adrien-Joseph Larribeau und John Baptist Sye Bong-Kil.
Am 10. Mürz 1962 wurde er zum Bischof von Chuncheon ernannt.
Am 16. November 1965 trat er als Diözesanbischof zurück und wurde zum Titularbischof von Bocconia ernannt.